# NGC 95
NGC 95 je spirální galaxie s příčkou v souhvězdí Ryby. Její zdánlivá jasnost je 12,5 m a úhlová velikost 1,9′ × 1,1′. Je vzdálená 246 milionů světelných let, průměr má 130 000 světelných let. Galaxii objevil 18. října 1784 William Herschel.